# Río Seco 1ra. Sección, Cárdenas
Río Seco 1ra. Sección är en ort i Mexiko.   Den ligger i kommunen Cárdenas och delstaten Tabasco, i den sydöstra delen av landet, 600 km öster om huvudstaden Mexico City. Río Seco 1ra. Sección ligger 20 meter över havet och antalet invånare är 140.
Terrängen runt Río Seco 1ra. Sección är mycket platt. Runt Río Seco 1ra. Sección är det ganska tätbefolkat, med 83 invånare per kvadratkilometer. Närmaste större samhälle är Cárdenas, 3,0 km sydost om Río Seco 1ra. Sección. Trakten runt Río Seco 1ra. Sección består till största delen av jordbruksmark.